# Сурб Погос-Петрос
Собор Сурб Погос-Петрос (святых апостолов Павла и Петра) — самое крупное сооружение Татевского монастырского комплекса. Он был воздвигнут епископом Тер Ованесом на месте разрушенной в 895 году старой церкви.

## Экскурс
Новый храм должен был соответствовать статусу кафедрального собора епископата Сюника и надежно хранить святые мощи апостолов Петра и Павла. Строительство заняло около десяти лет, и в 906 году храм был освящен. На церемонии освящения присутствовали католикос Ованес Драсханакертци и царь Смбат I Багратуни.
Построенный на закате арабского правления собор явился свидетельством мощи и амбиций возрожденного Армянского царства, планка устремлений которого находилась на уровне высочайшего на тот момент армянского храма. На куполе храма и в нижней части его восточной стены выдолблены имена ктиторов: сюникского князя Ашота и его жены Шушан, князя Григора Супана I из Гегаркуника, его сына Васака Габура и князя Дзагика из Бахка. Особое внимание зодчие уделили убранству храма, служившего главным собором Сюникского княжества. В 930 году внутренние стены храма были украшены фресками, которые сегодня практически полностью утрачены. В главной апсиде был изображен сидящий на троне Христос в окружении пророков и святых. Западную стену занимала грандиозная композиция Страшного суда, а северную — сцена Рождества.
Над входом в храм есть обращенное в сторону ниши отверстие. Здесь, согласно преданию, когда-то хранилась часть сокровищ монастыря. Они были обнаружены и похищены во время очередного нашествия вражеских войск, разрушивших и разграбивших монастырь.

## Гробница Григора Татеваци
Справа от апсиды в храме Сурб Погос-Петрос находится гробница Григора Татеваци, последнего канонизированного святого Армянской Апостольской Церкви, одного из самых почитаемых святых в Армении и за её пределами. Философ, живописец, педагог, церковный деятель, получивший имя в честь крестителя армян св. Григория Просветителя, был его достойным продолжателем в деле просвещения армянского народа Божественным словом. За его мудрые, глубокие и красноречивые проповеди, Татеваци называли вторым Иоанном Златоустом и Григорием Богословом. Родился Григор в 1346 г., в 14 лет он стал учеником основателя Татевского университета св. Ованеса Воротнеци, который на протяжении двадцати восьми лет воспитывал и обучал его. Им же Григор был рукоположен в сан вардапета (архимандрита), а затем, в возрасте сорока лет, получил сан протоархимандрита. После смерти наставника Григор заменил его в пастырской деятельности, проведя в Татевском монастыре более 20 лет, вплоть до своей блаженной кончины. Велика заслуга св. Григора Татеваци не только как ректора Татевского университета, но и как педагога, воспитавшего множество учеников, среди которых были видные богословы, философы и церковные деятели.

## Галерея

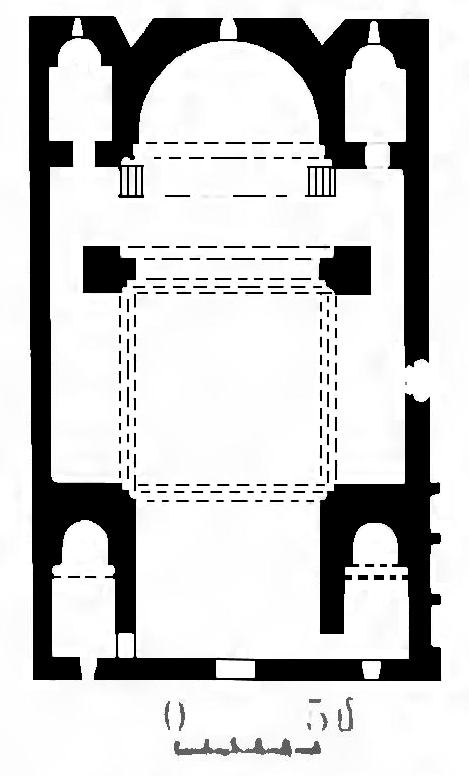
План храма
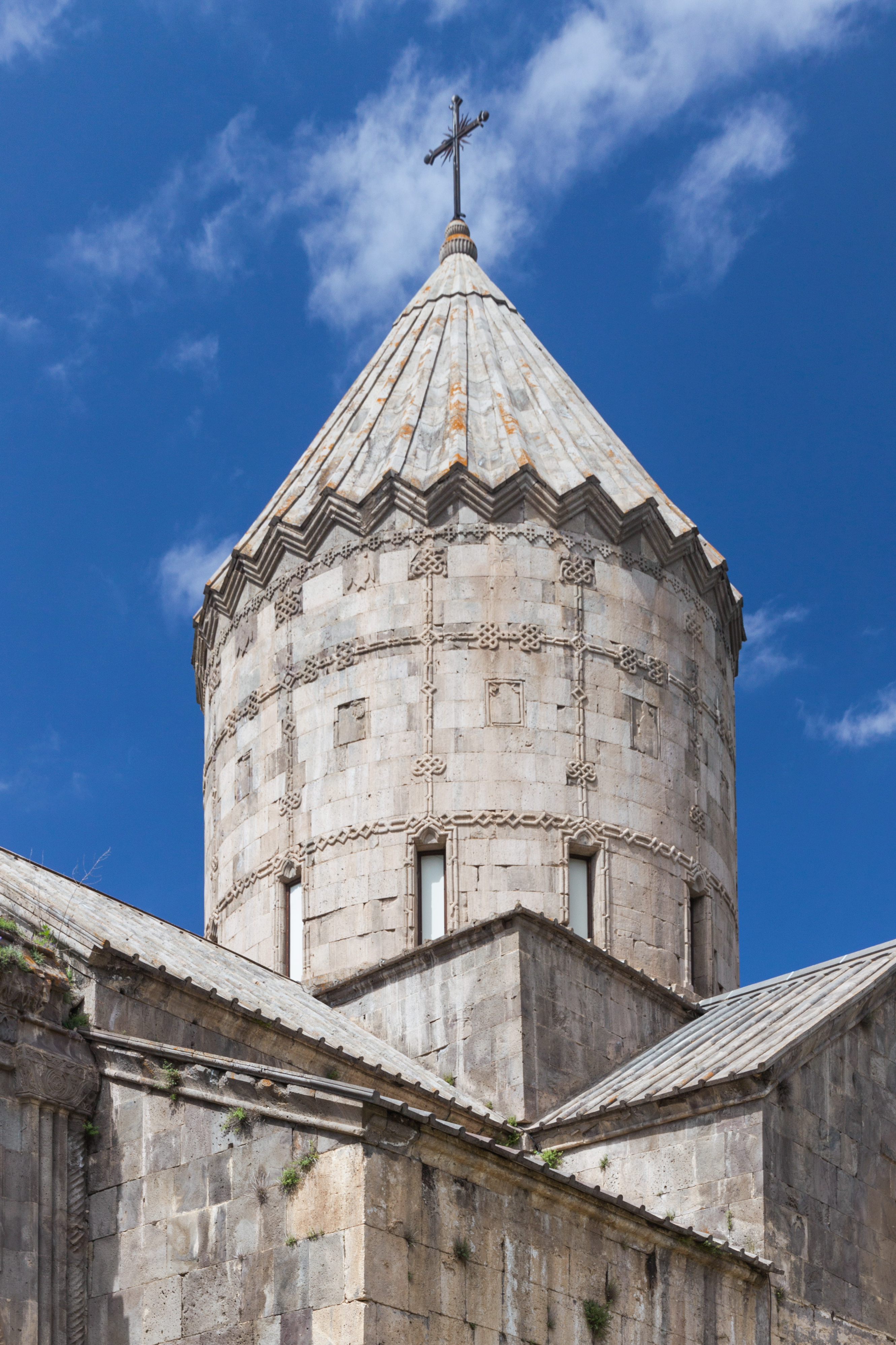
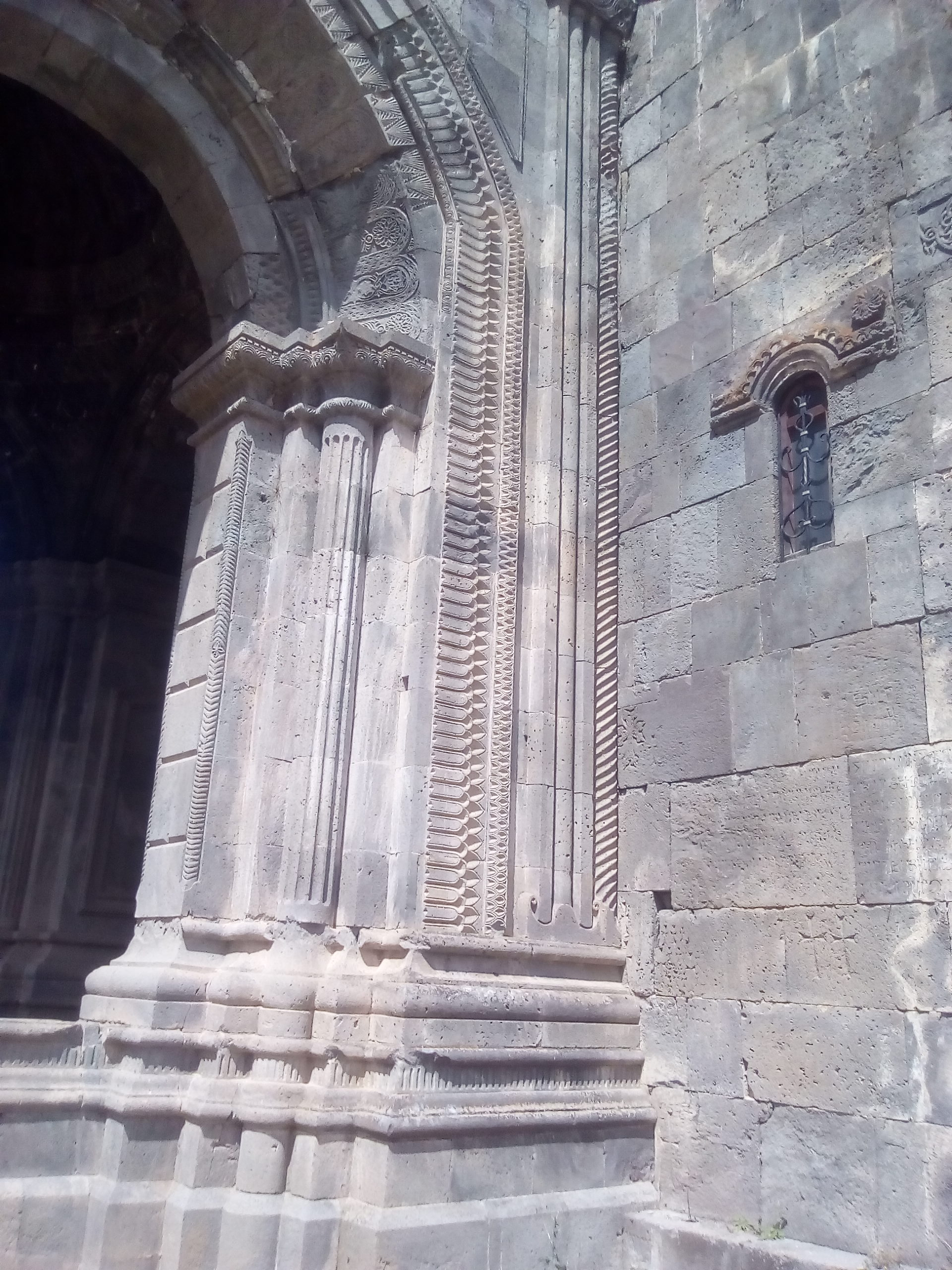
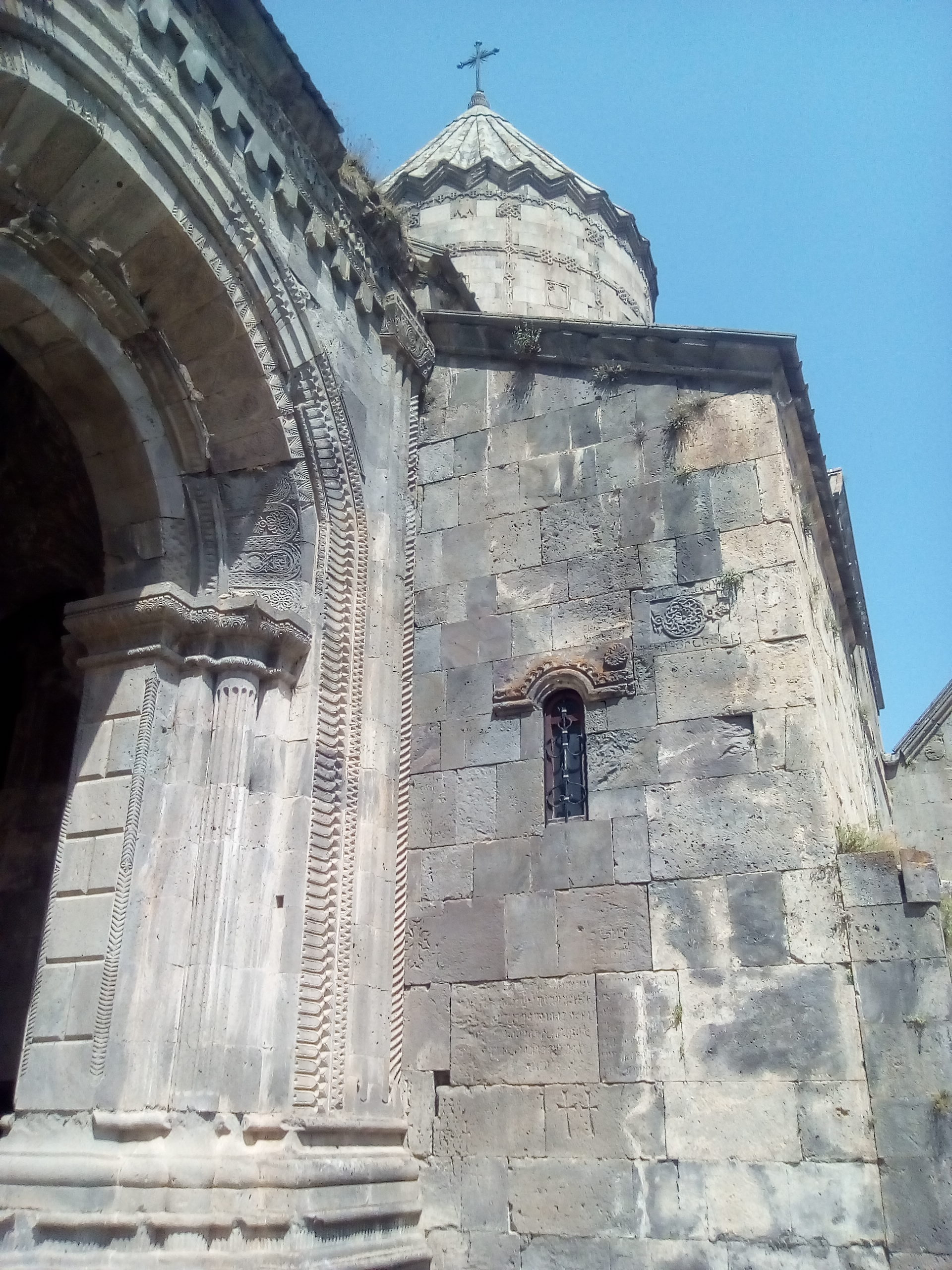
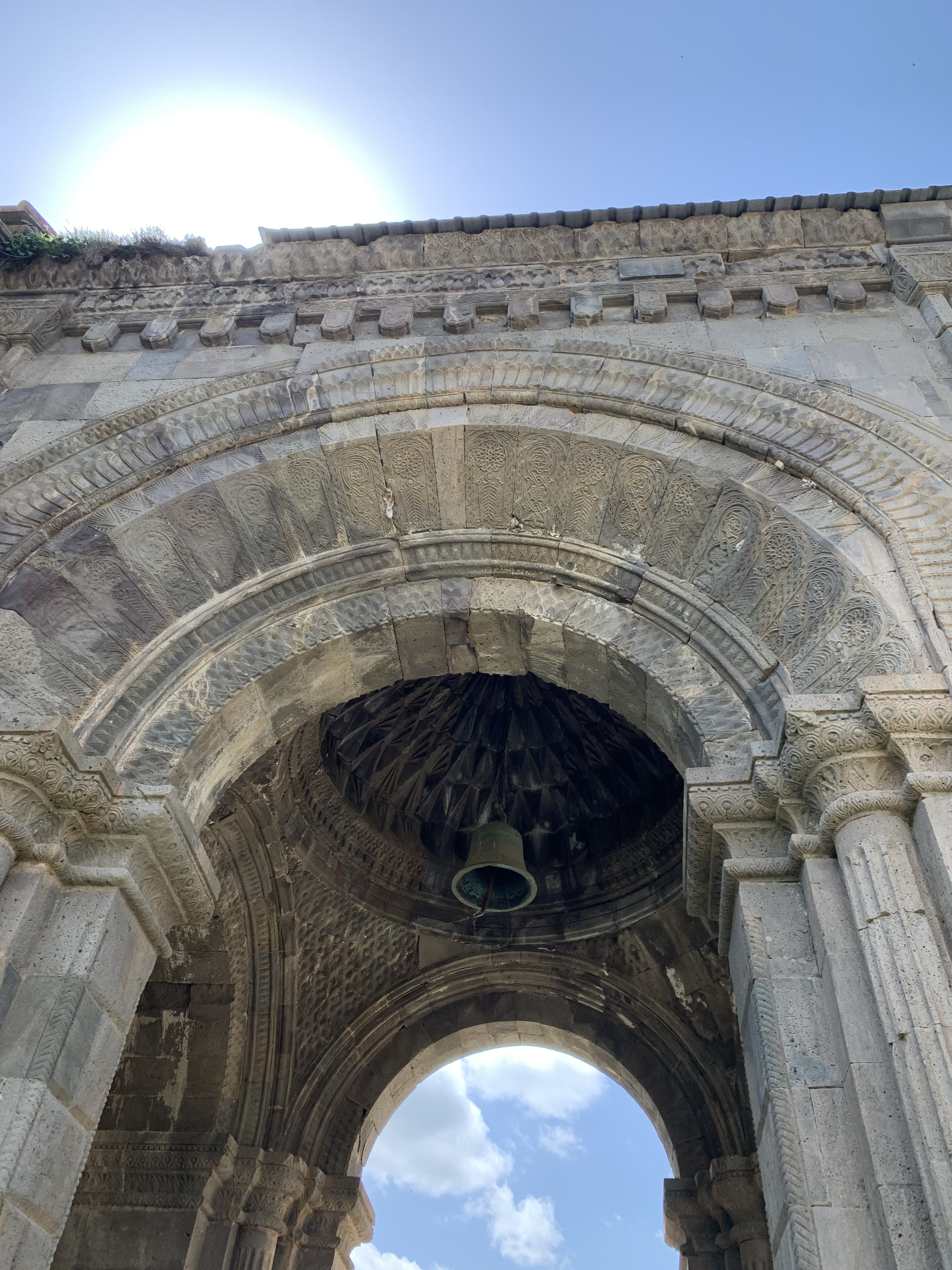
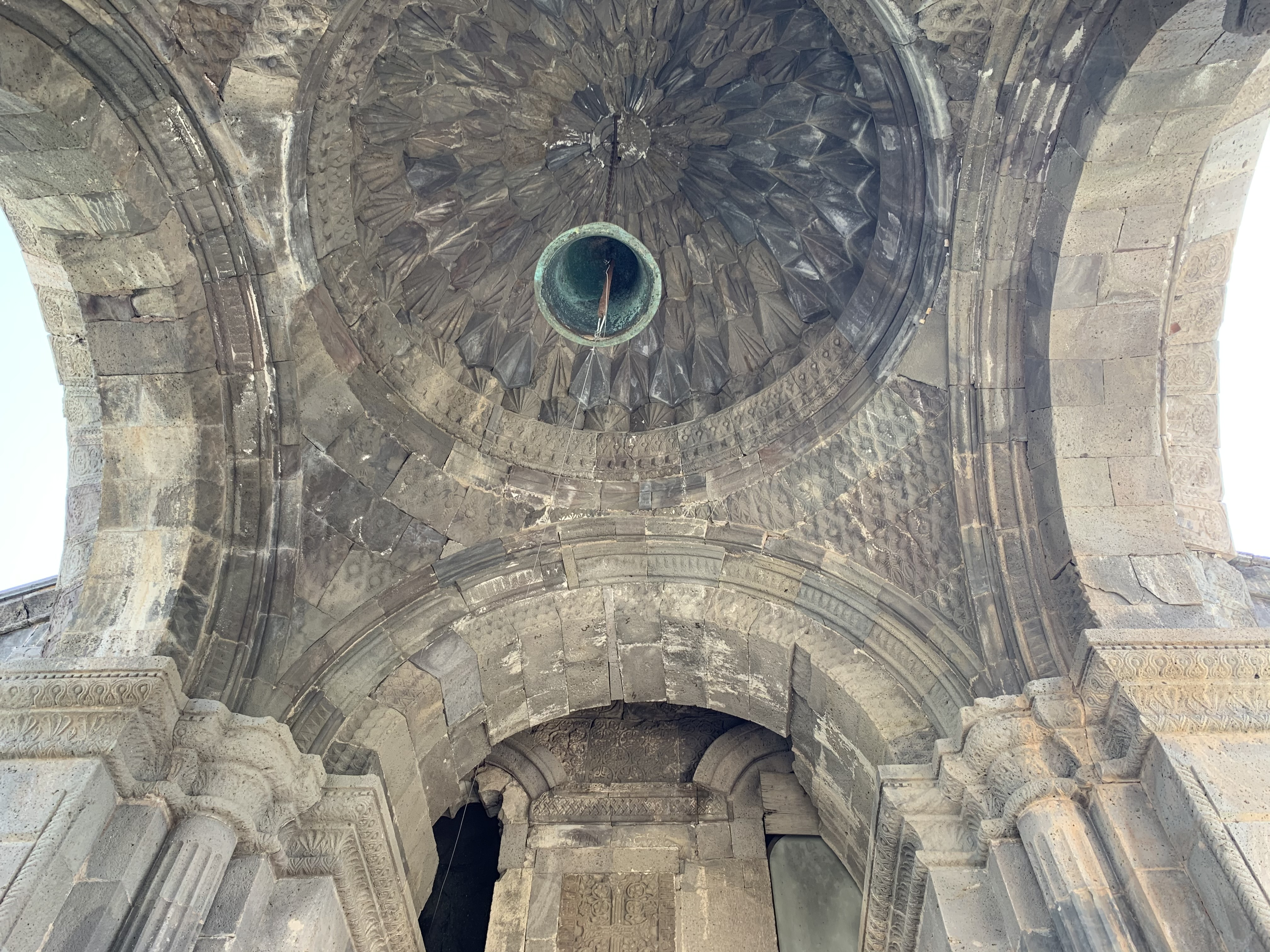
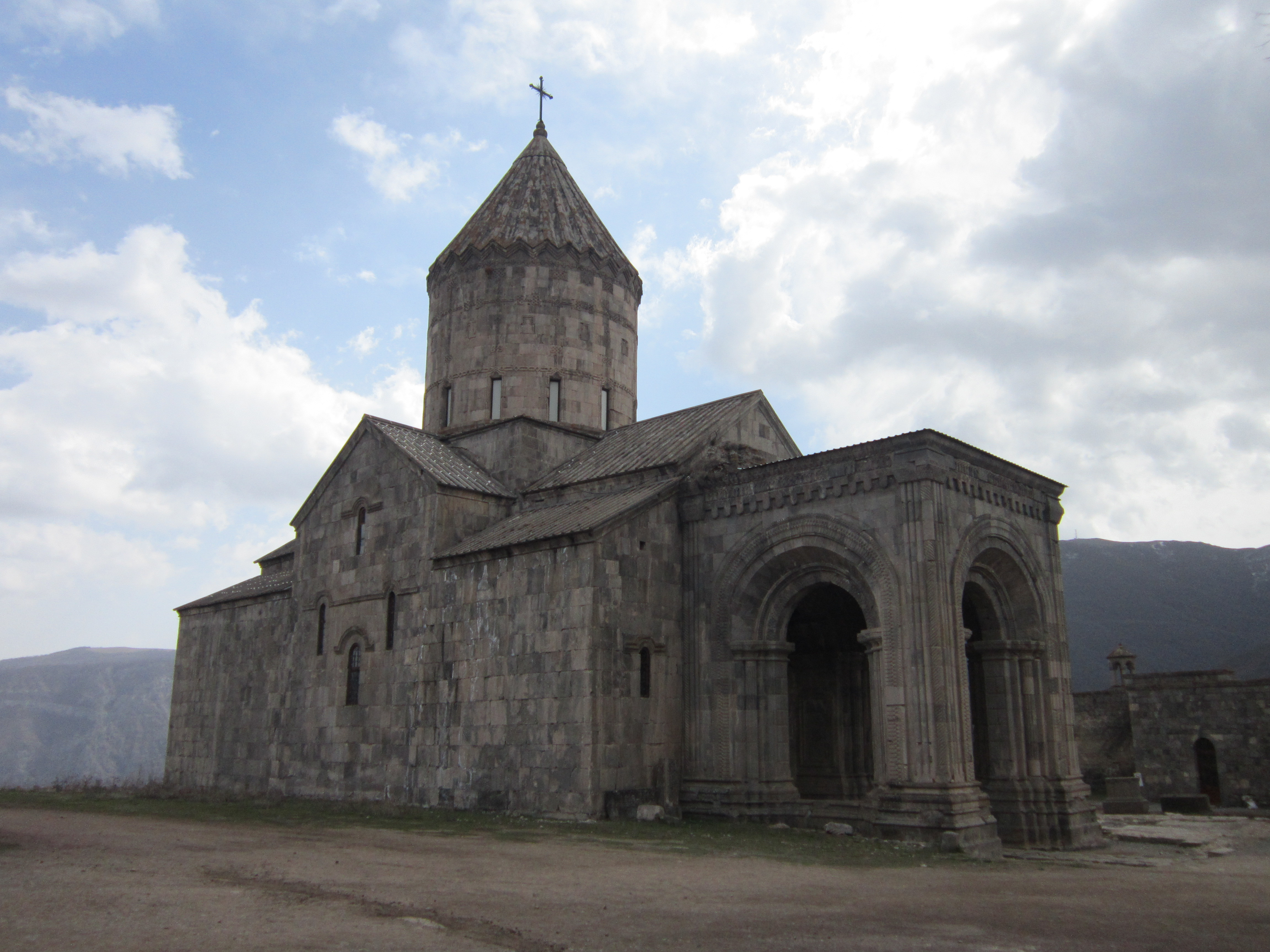
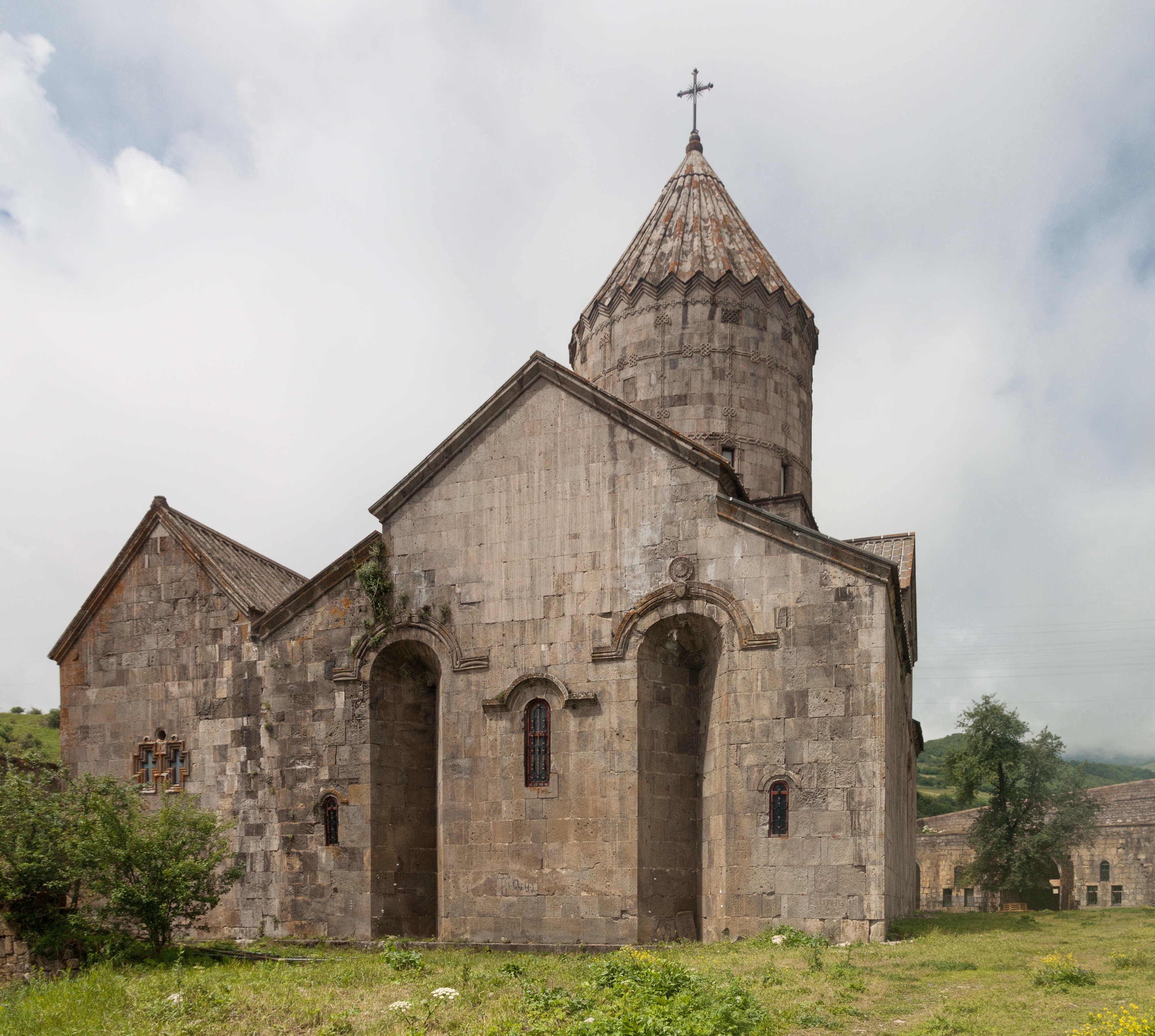
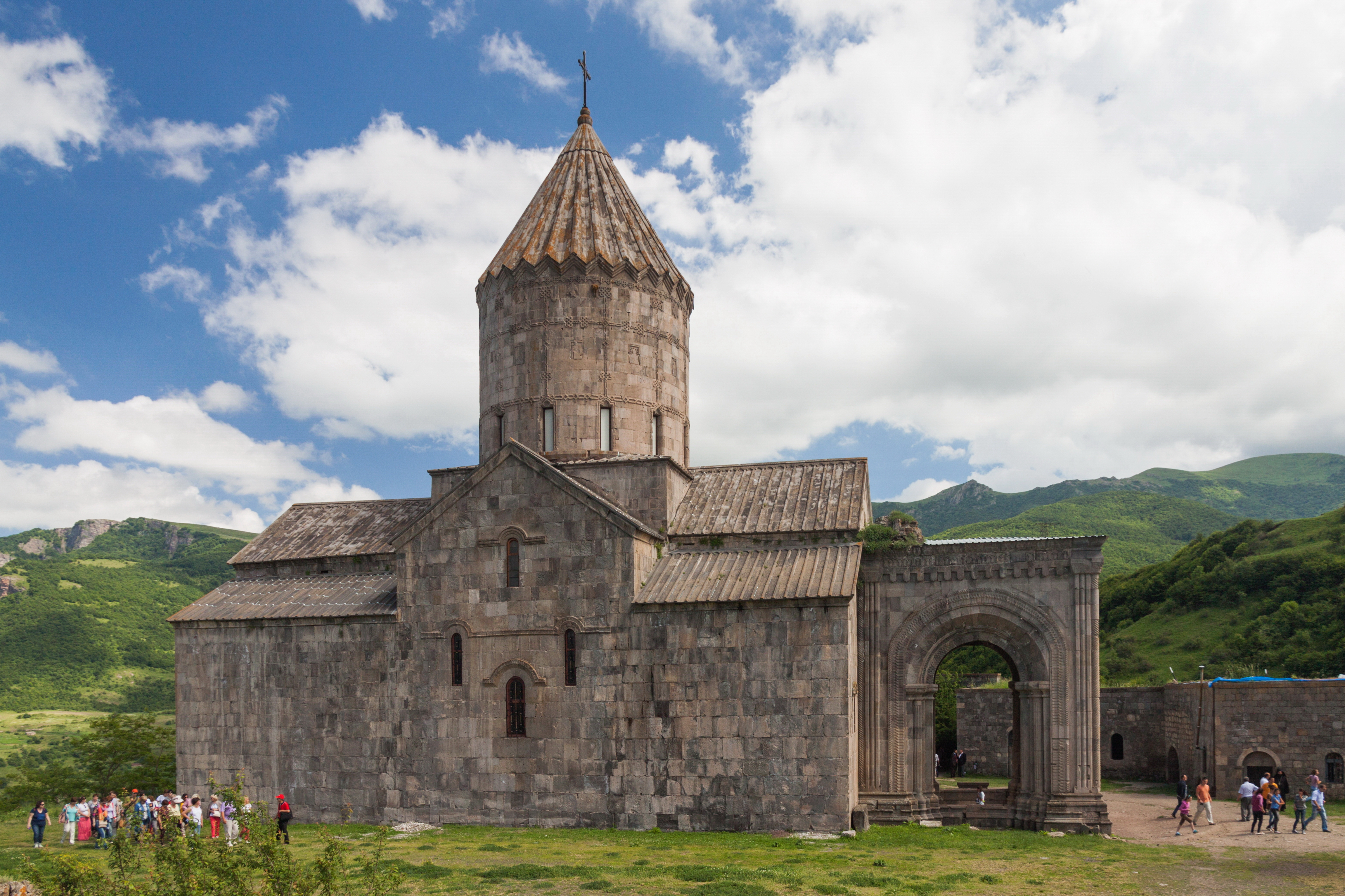
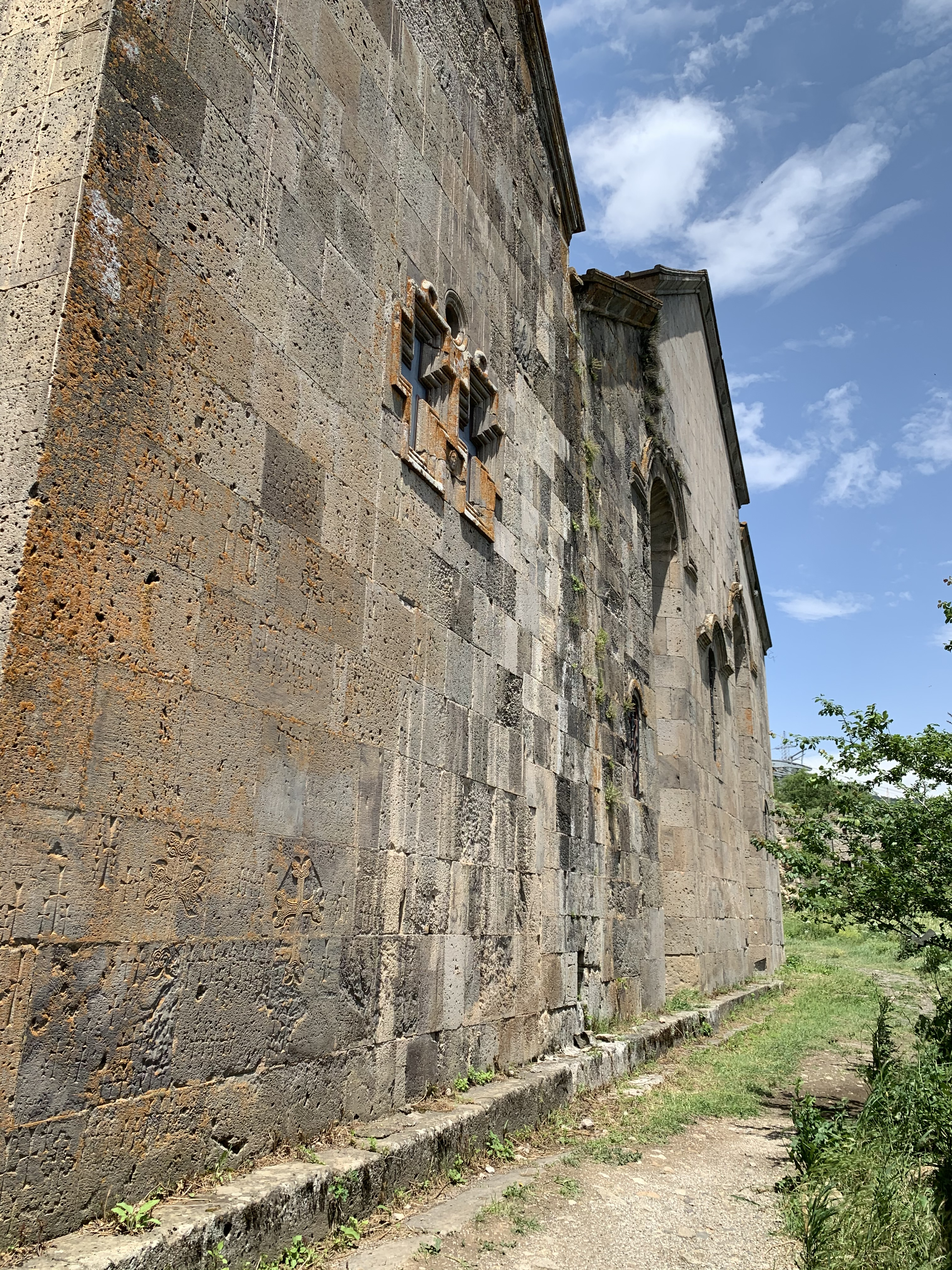
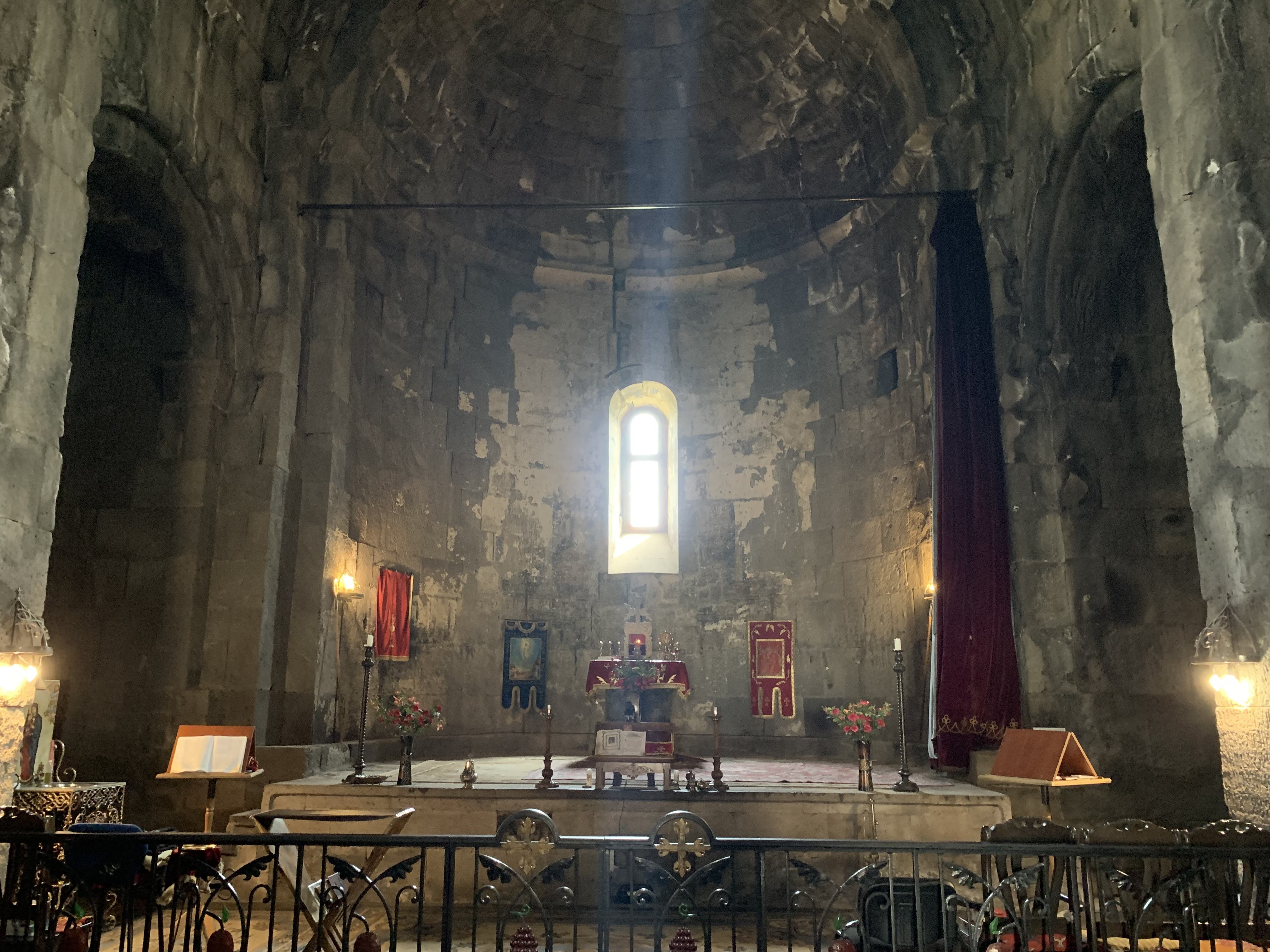